# La Force des mots
La Force des mots (The Reading Room) est un téléfilm américain réalisé par Georg Stanford Brown et diffusé le 26 novembre 2005 sur Hallmark Channel.

## Synopsis
L'histoire d'un homme, William Campbell qui, après la mort de sa femme, fait tout pour réaliser ses dernières volontés. Il ouvre un salon de lecture dans un quartier dur de New York et les enfants ainsi que les adolescents peuvent y aller pour travailler, apprendre à lire ou tout simplement rester en compagnie d'autres enfants. Ce salon connaît des difficultés : les habitants du quartier ont tous du mal à s'en sortir et voient d'un mauvais œil de donner des espoirs irréels aux enfants.

## Fiche technique
- Réalisation : Georg Stanford Brown
- Scénariste : Randy Feldman

## Distribution
- James Earl Jones (VF : Saïd Amadis) : William Campbell
- Joanna Cassidy (VF : Pauline Larrieu) : Diana Weston
- Monique Coleman (VF : Chantal Macé) : Leesha
- Jessica Szohr : Dayva
- Keith Robinson : Darrel James Barber
- Douglas Spain (en) : Javier
- Austin Marques : Edgar
- Gabby Soleil : Majoli
- Jeanne Sakata (en) : Martha
- Spencir Bridges : Lamont Hawkins